# 金門包丁

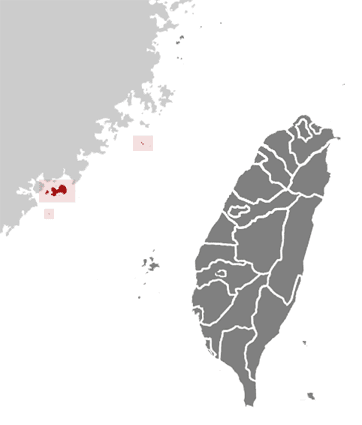
金門県

金門包丁（きんもんぼうちょう、中国語: 金門菜刀）は、中華民国の金門県で生産される包丁。包丁の原料となる鋼材には砲弾の弾殻が使用されている。
1958年8月23日から10月5日にかけて中国人民解放軍が砲撃を開始したことによって始まった金門砲戦（八二三砲戦）で、中国人民解放軍は47万発余りに及ぶ砲弾を金門島に発射した。砲撃では通常の榴弾のほか、炸薬の代わりに宣伝ビラを詰めたものも用いられた。宣伝弾は炸裂せず、宣伝ビラの束を少量の火薬を使って砲弾の後方へ放出するだけのため、弾着の後でもほぼ原形を保った。
こうした砲弾や弾片は金門の居住民によって鉄鋼原料として使用された。包丁の他各種刃物が製造されているが、これを使用して作られた包丁が名高く現在では金門の名産品の一つとなっている。
砲弾1発からは40から60本の包丁を作ることができ、金門島に撃ち込まれた砲弾を使い切るにはなお相当の年月が必要となる。